# Duna fòssil
Una duna fòssil és una formació de sorra mesclada amb la sal de l'aigua del mar, que creen formes, amb forats o planes. Aquest tipus de fenomen, el podem trobar en les roques de la platja que estan en contacte amb la sorra i l'aigua marina a la vegada.